# Tombouctou (Maupassant)
Pour les articles homonymes, voir Tombouctou (homonymie).
Tombouctou est une nouvelle de Guy de Maupassant, parue en 1883.

## Historique
Tombouctou est initialement publiée dans la revue Le Gaulois du 2 août 1883, puis dans le recueil Contes du jour et de la nuit en 1885.

## Résumé
La rencontre sur les grands boulevards parisiens entre un noir et un officier est l’occasion pour ce dernier de raconter comment les deux hommes s’étaient connus lors de la Guerre franco-allemande de 1870 et de raconter deux anecdotes sur cet homme hors du commun. 
Il était lieutenant et commandait dans une citadelle assiégée, une troupe disparate faite de débris de l’armée dont onze tirailleurs africains, et dont le plus grand d’entre eux, le plus respecté était un homme au nom imprononçable qu’il a tôt fait de surnommer Tombouctou.
Tombouctou avec ses hommes sortaient tous les soirs et revenaient saouls, il prit du temps à comprendre qu’ils mangeaient les raisins murs sur les vignes entourant la citadelle. Une nuit, la petite troupe attaque et tue huit prussiens dont cinq officiers.
L’homme garde un souvenir ému de la camaraderie de Tombouctou quand dans les derniers jours de la guerre, en plein hiver, ce dernier l’avait obligé à prendre son manteau pour se protéger. Le jour où la garnison capitule, l’homme retrouve Tombouctou habillé en civil, il avait ouvert un restaurant et volait les provisions prussiennes.

## Édition
- Tombouctou, dans Maupassant, Contes et Nouvelles, tome I, texte établi et annoté par Louis Forestier, éditions Gallimard, Bibliothèque de la Pléiade, 1974  (ISBN 978 2 07 010805 3).